# 이카리 아스마
이카리 아스마(일본어: 碇 明日麻, 2005년 7월 27일~)는 일본의 축구 선수이다.

## 구단 경력
그는 2024년 J2리그의 미토 홀리호크에 입단했다.